# Delta Connection
Delta Connection è il marchio con il quale operano, nella fattispecie voli a corto e medio raggio, molteplici compagnie aeree regionali per conto di Delta Air Lines al fine di alimentare i principali nodi operativi. Queste società, indipendenti tra loro, si sono ridotte a Compass Airlines, ExpressJet, GoJet Airlines, Republic Airlines e SkyWest Airlines, oltre ad Endeavor Air, questa interamente di proprietà di Delta. Ognuna ha un proprio certificato di operatore aereo (COA), un proprio codice IATA e un proprio codice ICAO.

## Storia
Delta Connection fu creata nel 1984 come strumento per espandere la rete Delta verso mercati minori tramite una partnership con caeree regionali. ASA-Atlantic Southeast Airlines fu la prima ad aderire e, dal 1° maggio 1984, incluse subito i voli dalla base di Atlanta poi dall'aeroporto Internazionale di Dallas/Fort Worth. Nel marzo 1999 ASA divenne di proprietà di Delta Air Lines mentre, nel settembre 2005, fu acquistata da SkyWest Inc., proprietaria di SkyWest Airlines (anch'essa all'interno del succitato marchio).

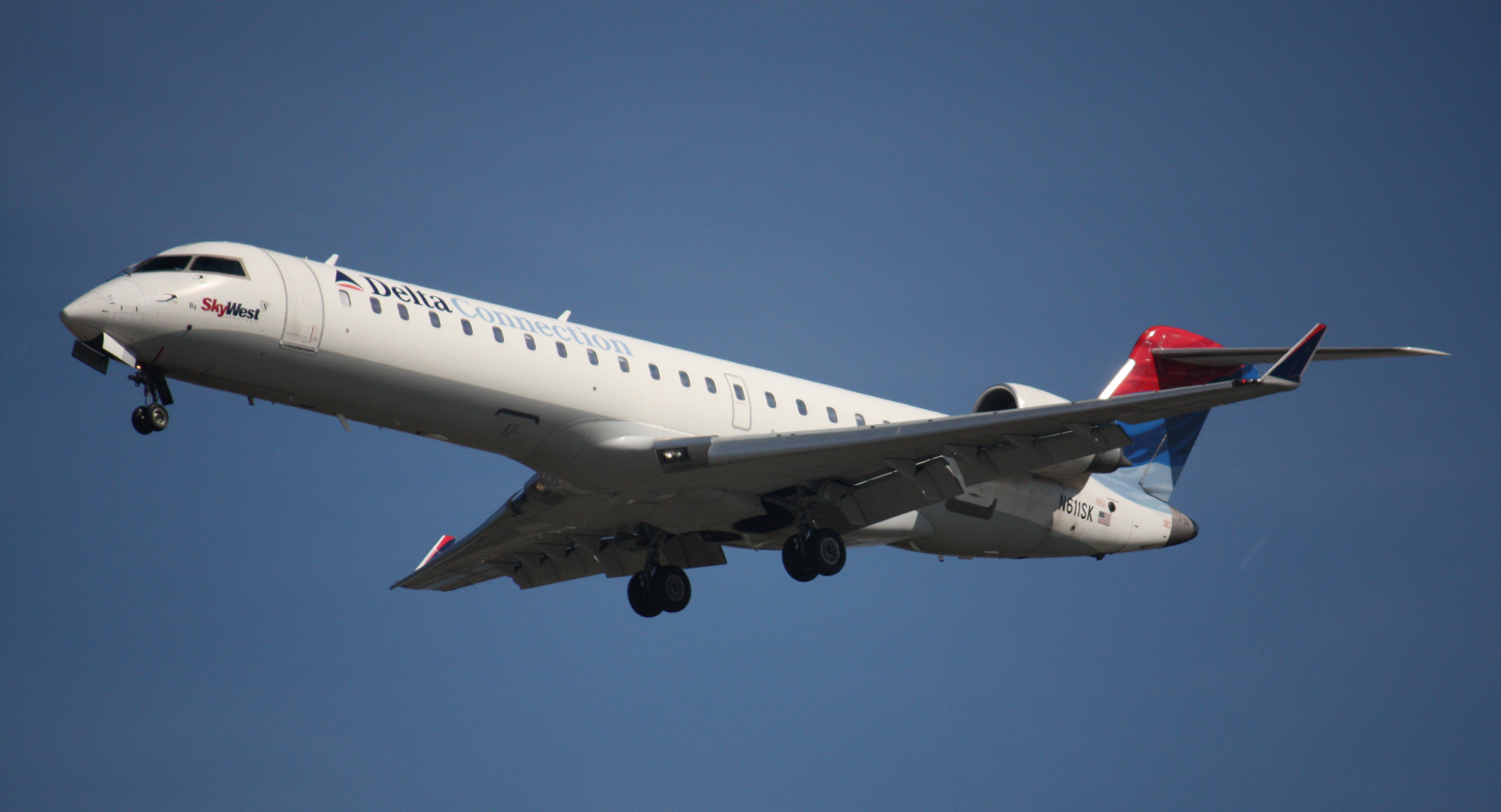
Un Bombardier CRJ-700 di SkyWest Airline nei colori Delta Connection.

Nel settembre 1984 Comair aderì a Delta Connection finché, nell'ottobre 1999, fu interamente acquisita da Delta Air Lines e così rimase fino alla chiusura, nel settembre 2012.

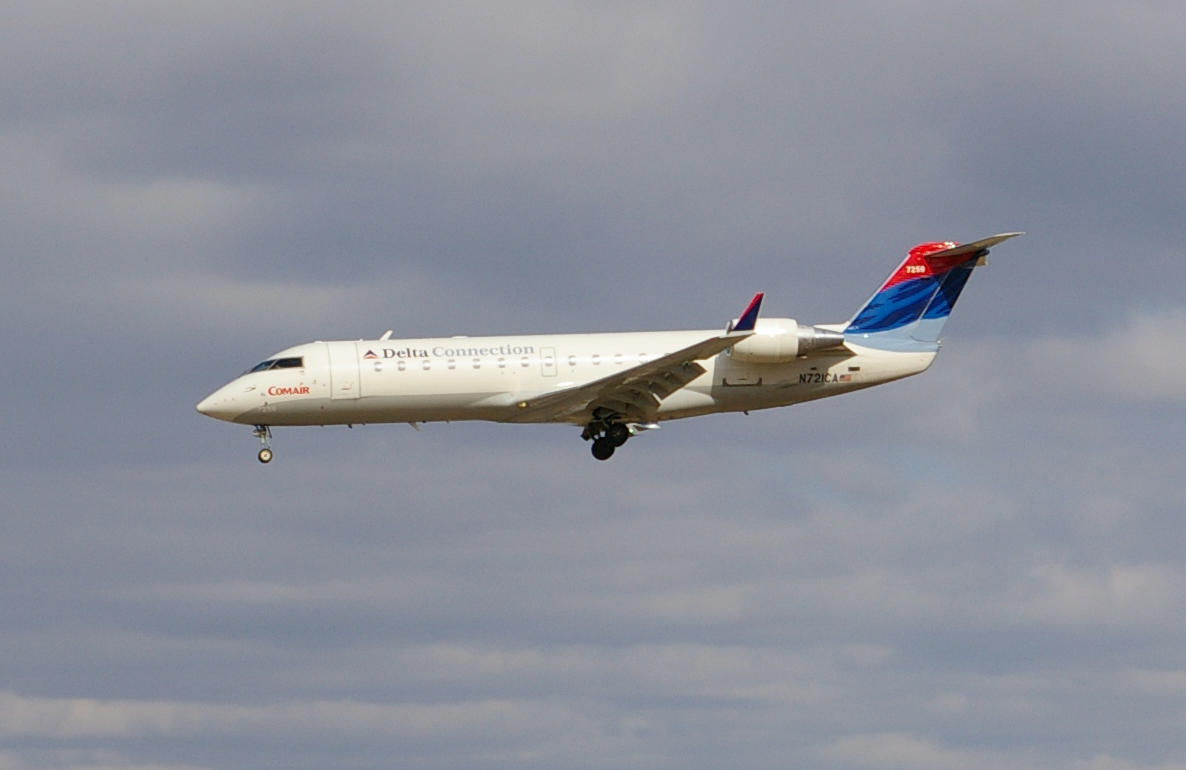
Un Bombardier CRJ-100, di Comair quando operava nella Delta Connection.

Ransome Airlines fece parte di Delta Connection dal giugno 1984 alla primavera 1986, quando venne acquistata da Pan Am e cambiò pelle.
Business Express operò voli per Delta Connection da e per diversi aeroporti minori situati nel nord degli Stati Uniti ed in Canada dall'aprile 1986 alla fine del 2000, anno nel quale fu acquistata da American Eagle Airlines e prese un'altra strada.
Trans States Airlines operò voli per Delta Connection tra Boston e New York dal 1998 al 2000.
Nel dicembre 2004 Delta Air Lines annunciò che Republic Airways Holdings aveva ordinato 16 Embraer E-170 per la consociata Shuttle America. Il primo volo venne effettuato nel settembre 2005 ma l'associazione durò fino agli inizi del 2017.
Nel maggio 2005 Delta Air Lines annunciò che la finanziaria Mesa Air Group avrebbe fatto volare 30 Bombardier CRJ-200 della consociata Freedom Airlines, ma dall'ottobre questa cominciò ad utilizzare Embraer ERJ 145. Dopo una disputa legale con Mesa Air Group, Delta Air Lines ottenne la risoluzione del contratto a partire dal 1° settembre 2010.
Nel dicembre 2006 fu annunciato che Big Sky Airlines (nome operativo di Big Sky Transportation) si sarebbe associata utilizzando otto turboelica Beechcraft 1900 per voli in partenza dall'aeroporto di Boston. Ma la faccenda si protrasse per appena poco più di 12 mesi.
ExpressJet Airlines aderì dal giugno 2007 al'agosto 2008 utilizzando 10 Embraer ERJ 145 per voli in partenza dall'Aeroporto Internazionale di Los Angeles. Dopo alcuni anni di assenza ritornò sui propri passi tra il 2012 e il 2018.
Dal dicembre 2007 Pinnacle Airlines (precedentemente fiancheggiatrice di Northwest Airlines) si associò schierando 16 dei suoi Bombardier CRJ-900. Ma il 31 luglio 2013 se ne distaccò.
La fusione di Delta Air Lines con Northwest Airlines coinvolse i vettori regionali di quest'ultima, associati sotto il nome Northwest Airlink.  Nel novembre 2008 fu annunciato che Mesaba Airlines, una regionale sussidiaria di Northwest Airlines, avrebbe acquistato sette Bombardier CRJ-900 sul mercato dell'usato e altri otto nuovi per farli volare sotto il marchio Delta Connection dal gennaio 2010. Alla ricerca della riduzione dei costi, già nel mese di luglio Delta la vendette a Pinnacle Airlines per 62 milioni di dollari. La sede fu trasferita presso quella di Pinnacle a Memphis, ma Mesaba mantenne la gestione dei voli. Curiosamente, nello stesso giorno, Trans States Holdings acquistava Compass Airlines per 20,5 milioni di dollari..

## Partner attuali
Pinnacle Airlines Corp.
- Endeavor Air

Republic Airways Holdings
- Republic Airline

SkyWest Inc.
- SkyWest Aviation/"SkyWest Airlines"

Trans States Holdings
- GoJet Airlines

## Partner precedenti (e periodo di adesione)

Imbarco di passeggeri su un Metroliner III di Mesaba ma nei colori Northwest Airlink

Un Beechcraft 99 di Rio in partenza dall'aeroporto di Corpus Christi

- Atlantic Coast Airlines/"Atlantic Express" 1 maggio 2004 - 2 novembre 2004
- Atlantic Coast Jet (sussidiaria di Atlantic Coast Airlines) 1 agosto 2000 - 2003
- ASA-Atlantic Southeast Airlines 1 maggio 1984 - 31 dicembre 2011
- Big Sky Transportation/"Big Sky Airlines"* 2007 - 7 gennaio 2008
- Business Express 22 aprile 1986 - dicembre 2000
- Chautauqua Airlines novembre 2002 - 31 dicembre 2014[20]
- Comair 1 settembre 1984 - 29 settembre 2012
- Compass Airlines* fino al 1 aprile 2020
- ExpressJet Airlines giugno 2007 - 30 agosto 2008 e 2012 - 2018
- Freedom Airlines ottobre 2005 - 31 agosto 2010
- Mesaba Airlines* 1 gennaio 2010 - 4 gennaio 2012
- Pinnacle Airlines* dicembre 2007 - 31 luglio 2013
- Princeton Air Link 16 novembre 1986 - 1988 (date non confermate)
- Ransome Airlines 1 gennaio 1984 - 31 maggio 1986
- Rio Airways 1 giugno 1984 - 14 dicembre 1986
- Shuttle America settembre 2005 - 31 gennaio 2017
- Silver Air (date sconosciute)
- Trans States Airlines (date sconosciute)

* provenienti da Nothwest Airlink

## Incidenti
- 17 febbraio 2025: il volo Delta Connection 4819 si capovolge durante l'atterraggio all'Aeroporto Internazionale di Toronto-Pearson. Nessuna vittima ma 18 feriti fra le 80 persone a bordo.[21]